# آرتور رانکین
آرتور گاردنر رانکین سینیور (انگلیسی: Arthur Gardner Rankin Sr.؛ ‏ ۳۰ اوت ۱۸۹۵ – ۲۳ مارس ۱۹۴۷) بازیگر اهل ایالات متحده آمریکا بود.
از فیلم‌هایی که وی در آن نقش داشته‌است، می‌توان به شکوه صبح، زیردریایی، روابط همسر و برادوی بیل اشاره کرد.